# اندرو دیویس (رهبر ارکستر)
اندرو دیویس (انگلیسی: Andrew Davis; ۲ فوریهٔ ۱۹۴۴ – ۲۰ آوریل ۲۰۲۴) رهبر ارکستر و موسیقی‌دان اهل بریتانیا بود. او برای مدت طولانی رهبر ارکستر سمفونیک تورنتو، ارکستر سمفونیک بی‌بی‌سی و ارکستر سمفونیک ملبورن بود. او از سال ۱۹۸۸ تا ۲۰۰۰ به عنوان مدیر موسیقی فستیوال گلیندبورن فعالیت کرد. دیویس هم‌چنین از سال ۲۰۰۰ تا ۲۰۲۱ مدیر موسیقی و رهبر ارکستر اپرای لیریک شیکاگو بود.